# Fleet Solid Support
Fleet Solid Support (FSS) je modernizační program Royal Fleet Auxiliary (RFA), podpůrné složky Britského královského námořnictva. V jeho rámci RFA získá tři bojové zásobovací lodě, přepravující kromě pevného nákladu i munici. Ty budou především podporovat operace letadlových lodí třídy Queen Elizabeth. Jejich stavba byla roku 2023 objednána u konsorcia Team Resolute.

## Stavba
V roce 2015 britská vláda publikovala strategický dokument Strategic Defence and Security Review, obsahující požadavek na stavbu nových bojových zásobovacích lodí, které by nahradily plavidla tříd Fort Victoria a Fort Rosalie. Roku 2017 bylo stanoveno, že na program proběhne mezinárodní soutěž, což by britské loděnice vystavilo zahraniční konkurenci. Strategie byla kritizována opozičními politiky a odbory kvůli riziku ztráty pracovních míst. O program projevilo zájem britské konsorcium Team UK (Babcock International, BAE Systems, Cammell Laird a Rolls-Royce), dále italská loděnice Fincantieri, španělská loděnice Navantia, japonská loděnice Japan Marine United Corporation (JMU) a korejská loděnice Daewoo Shipbuilding and Marine Engineering (DSME). DSME se později stáhla. Nakonec však byl program v listopadu 2019 zastaven.
V květnu 2021 došlo k restartu celého programu a oslovení potenciálních dodavatelů. Do obnovené soutěže přitom byla přidána podmínka zajištění významné části stavby britskými loděnicemi. Do užšího výběru se dostaly čtyři konsorcia, jimž byly přiděleny prostředky na další rozpracování jejich projektů. Dvě konsorcia tvořily společnosti indická loděnice Larsen & Toubro s britskou společností Leidos Innovations a dále nizozemská loděnice Damen Group se společností Serco. Zapojila se též konsorcia Team UK (BAE Systems, Babcock a Cammell Laird) a Team Resolute (Harland & Wolff, BMT a Navantia UK). V listopadu 2022 se vítězem programu stalo konsorcium Team Resolute.
V lednu 2023 britské ministerstvo obrany podepsalo kontrakt na stavbu tří jednotek FSS konsorciem Team Resolute. Jeho hodnota dosáhla 1,6 miliardy liber. Přibližně polovina hodnoty kontraktu připadla společnosti Harland & Wolff. Společnost BMT byla součástí především projekční fáze. Stavba plavidel byla rozdělena do tří loděnic. Jednotlivé stavební bloky budou vyráběny v společnosti Harland & Wolff v loděnici v Belfastu a své pobočné loděnici Appledore Shipbuilders ve Appledore ve hrabství Devon, stejně jako v loděnici Navantia v Puerto Real poblíž Cádizu. Loděnice Appledore byla pověřena stavbou příďových sekcí. Předtím se loděnice Appledore Shipbuilders jakožto součást koncernu Babcock International osvědčila jako dodavatel přídí pro dvojici letadlových lodí třídy Queen Elizabeth. Sestavení plavidel z dodaných bloků a integrace jejich vybavení zajišťuje Harland & Wolff ve své loděnici v Belfastu. Součástí programu je i modernizace dvou loděnic Harland & Wolff, což má posílit britský loďařský průmysl. Partnerství s Navantií zahrnuje i technologický transfer. Zahájení stavby plavidel je plánováno na rok 2025. Přijetí plavidel do služby má proběhnout o roku 2032.
Jednotky třídy FSS:
| Jméno | Založení kýlu | Spuštěna | Vstup do služby | Status    |
| ----- | ------------- | -------- | --------------- | --------- |
|       |               |          |                 | objednána |
|       |               |          |                 | objednána |
|       |               |          |                 | objednána |